# Guillem Balagué
Guillem Balagué (Barcelona, España, 1968) es un periodista español de Sky Sports experto en el fútbol de La Liga. Aparece en el programa Sky Sports llamado Revista de la Liga y también ha escrito para algunos de los principales periódicos británicos, así como en varios diarios españoles.

## Sky Sports
Periodista de formación, Guillem se unió a Sky Sports en la sección de fútbol español mientras trabajaba en Londres como corresponsal de Don Balón, la revista más antigua de fútbol de España y la más vendida.
Puede ser visto en Sky Sports en su programa semanal Revista de la Liga, en el que se proporciona noticias semanales de todo lo que pasa en la La Liga, manteniendo de los televidentes informados de las últimas noticias y de las opiniones.
Guillem Balagué ha dado a Sky Sports una cobertura en directo del fútbol español y la revista semanal de La Liga una ventaja fundamental gracias a sus conocimientos del fútbol español, los vínculos que tiene con los clubes de la Liga y los contactos con los periodistas españoles .
Así como trabajar en Sky Sports, también tiene una sección semanal en la web de Sky Sports donde da todas las últimas noticias de La Liga y responde a los mensajes de correo electrónico de los lectores.
Ha escrito muchos libros sobre el Fútbol Club Barcelona, Josep Guardiola y sobre Lionel Messi.

## Trayectoria
También fue comentarista de los videojuegos Pro Evolution Soccer 2 y Pro Evolution Soccer 3 acompañado por Roberto Martínez.